# Spider-Man: Web of Fire
 (avril 2020).
Si vous disposez d'ouvrages ou d'articles de référence ou si vous connaissez des sites web de qualité traitant du thème abordé ici, merci de compléter l'article en donnant les références utiles à sa vérifiabilité et en les liant à la section « Notes et références ».
Spider-Man: Web of Fire est un jeu vidéo sorti exclusivement sur 32X en 1996 et fondé sur le personnage de Marvel Comics Spider-Man. Le jeu a été un des derniers jeux sortis sur Mega Drive 32X.

## Système de jeu
Dans le jeu, le joueur contrôle Spider-Man, qui combat l'organisation néo-nazie H.Y.D.R.A. et les the New Enforcers. Le joueur peut aussi recevoir l'assistance de Daredevil en collectionnant les pièces « DD » répandues partout dans le jeu.